# Revolución boliviana de 1952
La Revolución boliviana de 1952, conocida como Revolución del '52, fue un proyecto político en apariencia liderado por el partido denominado Movimiento Nacionalista Revolucionario (MNR) y que, en alianza con liberales y comunistas, pretendió implantar un nuevo modelo socioeconómico en Bolivia. 
Tuvo como figuras principales a los presidentes Víctor Paz Estenssoro y Hernán Siles Zuazo. El gobierno del MNR, luego de esta Revolución, tuvo una duración desde el 9 de abril de 1952, hasta el golpe de Estado del 4 de noviembre de 1964. En estos doce años, hubo un cogobierno y a la vez pugna de poder entre el partido y los sindicatos obreros, aglutinados principalmente en torno a la Central Obrera Boliviana (COB).
El motivo fundamental fue el desconocimiento que hizo el gobierno de Mamerto Urriolagoitia, de los resultados de las elecciones nacionales, en las cuales el Movimiento Nacionalista Revolucionario (MNR) obtuvo la victoria por escasos votos, dentro de un universo de votantes habilitados bastante reducido con una mayoría de la población no admitida (constituida por indígenas principalmente). Ese desconocimiento, causó la indignación de la población votante y no votante, porque implicó que el gobierno continuara en el poder de modo ilegal y abusivo.  La población se volcó a las calles a protestar, primero de modo sencillo y esporádico, que al ser rechazado con violencia injustificada y desproporcionada por el gobierno, provocó la indignación general, a su vez reprimida esta vez con la intervención del ejército de tierra y aire.  Intervinieron los excombatientes de la guerra del Chaco, los trabajadores mineros que ingresaron a las ciudades andinas provistos de dinamitas...
Curiosamente, los dirigentes del MNR no se mostraron en ninguno de los escenarios de conflicto entre la población civil y el ejército.  
Cuando las tropas del ejército fueron sobrepasadas por la muchedumbre, Urriolagoitia admitió tácitamente y con desagrado su derrota al retirarse del poder, momento en que se llamó a los dirigentes del MNR para que asumieran el gobierno, pero con la petición pública de que se pusiera en vigencia el voto universal (hombres, mujeres, citadinos, rurales), la reforma agraria, y la nacionalización de las minas, todas aceptadas por el MNR, porque en la práctica jamás fueron propuestas por el mismo (puede verificarse en los archivos históricos de la época) y puestas en vigencia a través del esfuerzo de los primeros parlamentarios legítimamente representantes del pueblo como el líder minero Juan Lechín Oquendo y otros. La Revolución del 52,  amplió la cobertura del derecho al voto en Bolivia, la distribución de tierras –a través de una controversial reforma agraria con no pocas expropiaciones violentas– y control del Estado sobre los recursos naturales y la economía boliviana. Además, incorporó a la vida política al sector campesino y femenino al establecer el voto universal. Fue una Revolución política que en su momento se equiparó a la Revolución mexicana y que antecedió a la Revolución cubana.  Se desarrolló en el contexto de la Guerra Fría y fue la única de las revoluciones sociales de América Latina que contó con el apoyo de los Estados Unidos.
Ideológicamente, la Revolución del '52 se nutrió de varias corrientes de pensamiento, principalmente en torno al MNR. Por un lado, el partido del MNR, cuyos principales pensadores fueron Carlos Montenegro y Augusto Céspedes, tuvo influencia de los nacionalismos europeos: desde Oswald Spengler hasta Benito Mussolini. Esto explica que en los años cuarenta el partido haya tenido una influencia fascista y antisemita. Posteriormente, el MNR se nutrió de influencias marxistas debido a sus alianzas estratégicas con otros grupos comunistas, como el Partido de Izquierda Revolucionaria (PIR). Finalmente, después de haber obtenido el poder y probar unos primeros años de relativa estabilidad en el gobierno, el partido derivó en una democracia liberal al estilo de las potencias vencedoras de la Segunda Guerra Mundial, llegando en los años ochenta con el presidente Víctor Paz Estensoro a lo que algunos denominan neoliberalismo.
Sin embargo, el impacto más importante de la Revolución del 52 fue haber incorporado el indigenismo al debate sociopolítico hegemónico. Esta corriente de pensamiento, cuyo principal exponente fue el filósofo boliviano Franz Tamayo, quien sostenía que el indígena estaba excluido de la vida civil y que debía incorporársele adaptándolo a modelos europeos de integración social, comenzando por la cobertura de la enseñanza educativa. Esta apertura a nuevas ideologías abriría posteriormente espacios para otras corrientes más radicales, como el indianismo, del filósofo anticristiano Fausto Reinaga en los años setenta, o el Movimiento Al Socialismo (MAS), liderado por el dirigente cocalero Evo Morales en la primera década del 2000.
A pesar de sus aparentes logros, esta Revolución tuvo entre sus deficiencias la violación de los derechos humanos debido a sus campos de concentración. instalados en poblaciones de clima frío en los andes bolivianos. Se condujo a muchos enemigos políticos del régimen del MNR a dichas zonas, principalmente falangistas, y bajo autoridad del Control Político dirigido por Claudio San Román.

## Antecedentes
El origen de esta revolución se encuentran en la Crisis económica del 1929 y la derrota de Bolivia en la guerra del Chaco en 1935. La Gran Depresión del 1929 debilitó a la industria minera, auspició el ingreso del Estado a la economía a través del control de divisas y la asignación de cuotas de exportación de estaño entre los diferentes productores. Asimismo, el gobierno nacionalista del abogado Hernando Siles Reyes (1926-1930) trató de aplicar medidas correctivas a algunos problemas socioeconómicos fundamentales en el país. La década siguiente, los gobiernos militares de Germán Busch y David Toro profundizaron estas medidas con influencia de los nacionalismos europeos.
Por otro lado, la guerra del Chaco tuvo como resultado un profundo cuestionamiento del modelo político y social vigente en los años treinta. Esto generó toda una generación de escritores, pensadores y líderes políticos que buscó en las ideologías formas de solucionar los problemas materiales del momento. Entre ellos, destacan el católico Óscar Únzaga de la Vega, quien dirigió la Falange Socialista Boliviana (FSB), con influencias de la democracia cristiana de Jacques Maritain y la Doctrina Social de la Iglesia, impulsada sobre todo por los papas León XIII y Pío XI. También figura José Antonio Arze, fundador del Partido de Izquierda Revolucionaria, o el ateo Carlos Montenegro, miembro fundador del MNR.
En mayo de 1949, luego de una huelga general, se desató un conflicto severo en la Mina Siglo XX propiedad del magnate Simón I. Patiño, en el departamento de Potosí. El presidente Mamerto Urriolagoitia ordenó el arresto de algunos dirigentes, y en respuesta los mineros tomaron como rehenes a dos empleados extranjeros y terminaron asesinándolos. El gobierno reaccionó con intervención militar y la trágica Masacre de siglo XX. El 27 de agosto de ese mismo año se desató la Guerra Civil de 1949, mediante la cual el MNR dirigió una sublevación en cuatro ciudades de Bolivia. Luego de unos días, emergió un gobierno revolucionario en el departamento de Santa Cruz al oriente del país, y estuvo liderado por Edmundo Roca, miembro del grupo Acción Obrera, que se incorporó al MNR.
Durante estos acontecimientos, los revolucionarios tenían bajo control más de la mitad del país, principalmente las ciudades de Cochabamba y Santa Cruz. Tuvieron lugar sendos choques armados en las localidades cruceñas de Yacuiba (al mando de Froilán Calleja), Camiri e Incahuasi. La Revolución proclamó a Víctor Paz Estenssoro como presidente y a Edmundo Roca como vicepresidente, a pesar de que el primero estaba exiliado. Mientras tanto, Urriolagoitia movilizó al ejército comandado por el general Ovidio Quiroga, quien logró reconquistar primero Cochabamba y después Santa Cruz. Se precisó de aviones bombarderos para las operaciones militares en ambas ciudades.
En Potosí, luego de retomar la plaza principal, se fusiló en el Cuartel Manchego a algunos cabecillas del movimiento, como Lidio Ustárez. Algunos trabajadores tomaron las minas y se declaró huelga en varios centros industriales de mineral. Para el 1 de septiembre, el gobierno ya había retomado el control del país, y el 15 de ese mismo mes, muchos de los insurrectos de Santa Cruz salieron del país en aviones de la empresa Lloyd Aéreo Boliviano (LAB).

## Inicios de la guerra de estaño
El año 1951 el MNR obtuvo un triunfo en las elecciones. De forma inmediata se formó una Junta Militar de Gobierno para evitar la llegada al poder del MNR. Ante esta reacción del ejército, un año más tarde, se producirá el día 9 de abril un golpe de Estado dirigido por el general de policía Antonio Seleme con el apoyo civil de Siles Suazo y el dirigente minero Juan Lechin Oquendo, ambos del MNR, así como la confabulación del general Torres Ortiz. El Cuerpo de Carabineros y Policías tuvo una destacada participación en iniciar la revuelta que luego contó con el apoyo de la población, de los obreros de Villa Victoria y los mineros que llegaron de la mina Milluni. 
Ese 9 de abril de 1952, el Cuerpo de Carabineros y Policías fue movilizado institucionalmente por el ministro del Interior, general Seleme, y tomaron instituciones estratégicas, como prefecturas y radios para difundir la noticia.  También fueron movilizados los regimientos de carabineros Capitán Zeballos y 21 de Julio, la Brigada Departamental de Policías, cadetes de la Escuela de Carabineros y Policías y la Dirección General de Policías y Carabineros, todos con armamento y municiones, para tomar zonas estratégicas. A los civiles del MNR que acudieron, así como a los muchos voluntarios, obreros, sobre todo, se les distribuyó armas y municiones, provenientes de la Brigada Departamental, de la Dirección General y de los regimientos de Carabineros. El arsenal de la plaza Antofagasta, tomado por el capitán de Ejército Israel Téllez, ya había sido distribuido a combatientes civiles. Pero el general Torres Ortiz, comprometido en el alzamiento, se desmarcó a última hora e hizo acuartelar al ejército. Se dispuso a repeler el golpe. El doctor Siles Suazo se asiló en la Nunciatura, ese mismo día. Viendo el incontrolable desborde popular, renuncia el general Seleme a la conducción del “Gobierno Revolucionario”. Quedó Lechín Oquendo, máximo dirigente de la Federación de Mineros, dirigiendo el alzamiento en las calles con las consignas "Reforma agraria" y "Nacionalización de minas". 
El día jueves, 10 de abril, continuaron los combates. Juan Lechin Oquendo encabezando a los mineros de Milluni, tomó el Grupo Aéreo de Caza y desde allí mandó aviones a soltar panfletos sobre el Gran Cuartel de Miraflores, induciéndolos a rendirse. El pueblo asaltó el retén de la Garita de Lima, sacó armamento y munición y siguió luchando. 
El viernes 11 de abril Lechín junto a Rolando Requena se dirigieron a tomar el Gran Cuartel de Miraflores. Posteriormente, apoyados por el pueblo alzado tomaron el Palacio Quemado . Horas más tarde, llegaron los políticos del MNR, quienes no vieron conveniente realizar la "reforma agraria" (muchos de ellos eran latifundistas) ni la "Nacionalización de minas". Al final, el doctor Siles Suazo cedió pues Lechín argumentó que esas consignas llevaron a la gente a ofrendar su vida, y era la inmensa multitud que estaba, en ese mismo instante, afuera, en la plaza, coreando la victoria revolucionaria.   
La derrota del ejército cobró un saldo de 490 muertos. Hernán Siles Zuazo y Juan Lechin Oquendo asumieron el mando del gobierno hasta que unos días más tarde regresó Víctor Paz Estenssoro, que estaba desterrado en Buenos Aires.

## Desarrollo
El desarrollo de la Revolución del 52 cubre tres periodos presidenciales. Durante el primer gobierno de Víctor Paz Estenssoro (1952-1956) se realizaron los cambios más significativos como ser el voto universal, la fundación de la Central Obrera Boliviana, la disolución y reforma del ejército, y la nacionalización de las minas entre abril y octubre de 1952. En agosto de 1953 se decretó la reforma agraria y en 1955 se aprobó el nuevo Código de la Educación que dio inicio a la reforma de la educación. En 1955 también se aprobó el nuevo Código Petróleo que permitía el acceso de empresas extranjeras a la exploración y explotación petrolífera.
En el segundo gobierno del MNR, Hernán Siles Zuazo (1956-1960) tuvo que enfrentar la inflación causada en parte por las reformas durante el gobierno de Paz Estenssoro y llevar a cabo el primer plan de estabilización a través de convenios con el Fondo Monetario Internacional. Durante este período se incrementó el desarrollo agrícola y el tercer gobierno del MNR, fue el segundo período presidencial de Paz Estenssoro (1960-1964) en el que se dedicó a reformar la recientemente creada Corporación Minera de Bolivia (COMIBOL) (ver abajo), construir infraestructura y consolidar la llamada "Marcha al Oriente."      

### Sufragio universal
El 21 de julio de 1952 el gobierno implantó el voto universal. Al otorgar el derecho a voto a analfabetos, indígenas y mujeres, se incrementó en número de electores de 205 000 (6,6 % de la población total) en 1951 a 1 125 000 (33,8 %) en 1956.  La ampliación del derecho a voto era una medida radical en el contexto latinoamericano.  Por ejemplo, el voto a la mujer recién se otorgó en el Brasil en 1934, en Chile en 1949, en la Argentina y Colombia en 1951, en México en 1955 y en Perú en 1956.  El voto a los analfabetos fue concedido en 1980 en el Perú y recién en 1986 en Brasil.

### Central Obrera Boliviana
La Central Obrera Boliviana (COB) fue fundada el 17 de abril de 1952 con el objetivo de integrar los sindicatos de mineros, fabriles, ferroviarios, bancarios, gráficos, empleados de industria y comercio, constructores, panificadores y campesinos.  Su primer secretario ejecutivo fue Juan Lechín Oquendo, que había sido secretario ejecutivo de la Federación Sindical de Trabajadores Mineros de Bolivia (FSTMB) fundada en 1944.  Lechín también era ministro de Minas y Petróleo del primer gabinete de Víctor Paz Estenssoro. Entre los objetivos principales de la COB estaba luchar por la nacionalización de las minas y ferrocarriles, por la revolución agraria y la derogación de medidas anti obreras dictadas por gobiernos anteriores.  Durante todo el gobierno del MNR la COB fue "el ala revolucionaria radical" de la revolución exigiendo la aceleración y profundización de los cambios sociales y económicos.  A la misma vez, las relaciones laborales durante el gobierno del MNR fueron turbulentas.  Se estima que se llevaron a cabo un promedio de 350 huelgas por año entre 1952 y 1958 con un efecto negativo sobre la producción, convirtiendo a Bolivia en uno de los países en los cuales se perdió mayor número de horas-hombre por trabajador.

### Disolución y reforma del ejército
El MNR redujo el tamaño del ejército de aproximadamente 20 000 a 5000 soldados entre abril de 1952 y enero de 1953, al licenciar a los conscriptos.  Además, se estima que retiró a alrededor de 300 oficiales.  El presupuesto del ejército fue recortado de 20 % del presupuesto general a la mitad en 1953 y a 6,7 % en 1957.  En reemplazo del ejército, el MNR formó milicias urbanas y rurales con obreros y campesinos. Entre 1952 y 1956, la policía y las milicias populares predominaron en la seguridad interna y orden público. A partir de 1956 y hasta 1964, se redujo la legitimidad de las milicias y la importancia de la policía a medida que se reconstituyó el ejército, quién predominó en la seguridad interna y orden público.

### Nacionalización de las minas
La nacionalización de las minas de los tres principales grupos empresariales mineros (Patiño, Hochschild y Aramayo) constituyó la primera reforma económica del MNR y desató una serie de contradicciones internas y externas alrededor de la Revolución del 52. En el plano interno, el MNR había estado tratando de incrementar el control del Estado sobre la minería desde el gobierno de Villarroel, con el control de divisas. Sin embargo, en 1952, Paz Estenssoro no estaba comprometido con una nacionalización. Por tanto, las primeras medidas del MNR en el sector minero fueron la creación de un monopolio de exportación a través del Banco Minero y la obligatoriedad de entrega del cien por ciento de divisas al Banco Central. Fue más bien el movimiento obrero, a través de la FSTMB, que demandaba la nacionalización. En el plano externo, Paz Estenssoro era renuente a la nacionalización por el mensaje que esta acción enviaría a los Estados Unidos sobre la orientación ideológica del partido.  Además, la nacionalización traía consigo.
A modo de evaluar la situación, Paz Estenssoro conformó una Comisión de Nacionalización de la Minas que deliberó por cinco meses y concluyó que se nacionalicen las minas con compensación en octubre de 1952.  El 31 de octubre, en siglo XX, Catavi, Paz Estenssoro, junto con su ministro de Minas, Juan Lechín Oquendo, firmaron el decreto de nacionalización traspasando los bienes de las 163 minas distribuidas en 78 compañías mineras de Patiño, Hochschild y Aramayo a la recientemente creada Corporación Minera de Bolivia. La nacionalización de las minas fue vista como la "independencia económica" de Bolivia tanto por el MNR, la FSTMB y los medios de prensa.

### Reforma agraria
A mediados del siglo XX Bolivia contaba con un sistema agrario latifundista caracterizado por una desigual tenencia de la tierra, condiciones de trabajo semifeudales y con baja capacidad de proveer alimentos a Bolivia. Aproximadamente 4.5 % de la población era propietaria del 70 % de la tierra agrícola.  El trabajo agrario consistía de un sistema del control de la mano de obra a través del acceso a tierra a través de prestaciones laborales. Adicionalmente, los indígenas tenían que aportar con semillas, herramientas y hasta animales para realizar el trabajo. Además de obligaciones laborales agropecuarias, los indígenas estaban obligados a ofrecer servicios personales remanentes de la época colonial (pongueaje) al hacendado y su familia. La ineficiencia del sector agropecuario era tal que entre el 35 al 40 por ciento de las importaciones eran de alimentos.  
En enero de 1953 se organizó un Comisión de Reforma Agraria presidida por el vicepresidente Hernán Siles Zuazo con miembros de partidos de la oposición como el POR y el PIR y miembros del MNR. El 2 de agosto de 1953 en Ucureña, Cochabamba se firmó el Decreto de Reforma Agraria. El decreto ofrecía indemnización a los terratenientes y otorgaba las tierras de las haciendas a los indios a través de sus sindicatos y comunidades con la condición que no fueran vendidas a título personal.
El sistema de implementación de la reforma era engorroso. De los 15 322 casos iniciados entre 1953 y 1966, solo se llegó a concluir 7 322 o el 48,8 %. Entre 1954 y 1968 el Servicio Nacional de Reforma Agraria había procesado ocho millones de las aproximadamente treinta y seis millones de hectáreas por distribuirse. En los subsiguientes 30 años, sin embargo, se lograron distribuir 39 millones de hectáreas adicionales (llegando a un total de 47 millones de hectáreas) con más de 650 000 beneficiarios.

### Reforma educativa
En 1952, el 20,8 % de la población en edad estaba en primaria y dos tercios de la población (60,9 %) era analfabeta. Al año del inicio de la Revolución y para adecuar el sistema educativo a las transformaciones anteriores, en 1953 el gobierno creó la Comisión Nacional de Reforma Educativa que en 120 días presentó su propuesta.  Recién ante demandas del magisterio en 1955 se promulgó el Código de la Educación Boliviana. El Código dividió el sistema educativo en un ámbito urbano, a cargo del Ministerio de Educación, y otro de educación rural a cargo del recientemente creado Ministerio de Asuntos Campesinos. El Código buscaba extender la educación a las mayorías y re-orientar la educación hacia una educación técnica. También planteaba la importancia castellanizar al indio y en su afán modernizador, convertirlo en campesino. Sin duda se expandió la cobertura de la matrícula en área rural, sin embargo ésta fue de baja calidad. Luego de analizar las falencias del sistema educativo (predominancia de la memorización y recitación; provisión de solo rudimentos de escritura, lectura y matemática; escasa preparación de maestros; y brevedad del año escolar por excesivos feriados) el antropólogo estadounidense Lambros Comitas concluía: 

...en educación, la Revolución de 1952 y los 14 años de predominio del MNR hicieron poco para modificar el orden jerárquico de segmentos socialmente significativos de la sociedad boliviana e hicieron poco, si algo hicieron, para proveer nuevas formas institucionalizadas de articulación social.

## Consecuencias económicas
El primer impacto económico de la Revolución del 52 sobre la economía fue la inflación. Por una parte, el incremento en la emisión de moneda del Banco Central de Bolivia para proveer de capital de trabajo a COMIBOL y el creciente incentivo a reexportar las importaciones (porque para ellas había una tasa de cambio preferencial que cada vez distaba más de la tasa de cambio en el mercado negro) iniciaron la inflación. Por otra, la caída del 13 % en la producción agrícola entre 1952-54 y la desorganización de los sistemas de distribución de bienes agrícolas, resultó en un incremento en los costos de artículos alimenticios importados, entre otros, aumentaban aún más la inflación. El costo de vida en La Paz incrementó a una tasa promedio anual del 146,6 % entre 1952 y 1956. Por tanto, el primer gobierno del MNR estuvo signado por la inflación y la caída del producto debido al decremento en la producción de minerales y de productos agrícolas y ésta solo fue parcialmente contrapuesta por la expansión de la industria petrolífera (ver Cuadro 1).
|                        | 1951-56 | 1956-61 | 1961-64 |
| ---------------------- | ------- | ------- | ------- |
| Producto Interno Bruto | -1,3 %  | 1,5 %   | 5,7 %   |
| Agricultura            | -2,4    | 4,8     | 2,1     |
| Minería                | -4,3    | -3,9    | 8,6     |
| Petróleo               | 44,2    | 0,2     | 7,5     |
| Manufactura            | 0,6     | -2,5    | 7,4     |
| Construcción           | 7,6     | 20,0    | 15,5    |
| Transporte             | 8,1     | 2,4     | 5,9     |
| Comercio               | 0,4     | -1,3    | 5,4     |
| Gobierno               | 1,5     | 4,6     | 7,1     |

El segundo gobierno del MNR, con Hernán Siles Zuazo en la presidencia, tuvo que afrontar esta crisis con un programa de estabilización.

### Drástica caída de la productividad económica
De acuerdo a la base de datos de los estudios actuales del Proyecto de Estadísticas Históricas de Maddison perteneciente a la Universidad de Groningen en los Países Bajos, revela que antes de la revolución boliviana, el PIB per cápita de Bolivia medido por Paridad de Poder Adquisitivo (PPA) había llegado a su punto máximo para el año 1952 cuando durante en ese entonces el país había logrado alcanzar una riqueza promedio de alrededor de 3237 dólares por cada habitante, sin embargo el estallido de la revolución nacional también traería graves consecuencias económicas para Bolivia durante casi toda la década de 1950, pues la productividad boliviana tendría una drástica caída hasta situarse apenas en solo 2511 dólares para el año 1959, retrocediendo de esa manera alrededor de unos 20 años a los mismos niveles que el país ya poseía en 1939 antes del comienzo de la Segunda Guerra Mundial o inclusive un retraso de hasta 30 años atrás al extremo de situarse en los mismos niveles que ya se tenía a finales de la década de 1920 cuando la economía boliviana ingresó durante esa época en una fuerte recisión económica a consecuencia de la gran crisis mundial producto del terrible Crack de 1929 que trajo la Gran Depresión en todo el mundo. Cabe mencionar que Bolivia no volvería a recuperar los mismos niveles de producción de la prerrevolución sino hasta después de 16 largos años cuando en 1968 se llegó recién a un PIB per cápita de 3314 dólares, similar al que alguna vez se tuvo en 1952, lo cual retrasó de manera considerable el desarrollo económico de Bolivia frente a los demás países vecinos.
Fuente: Maddison Historical Statistics Project
| 1º                                             | Venezuela     | 9 309 | 1º  | Venezuela     | 14 520 |
| 2º                                             | Argentina     | 7 519 | 2º  | Argentina     | 10 485 |
| 3º                                             | Uruguay       | 7 353 | 3º  | Chile         | 8 053  |
| 4º                                             | Chile         | 6 252 | 4º  | Uruguay       | 7 353  |
| 5º                                             | Perú          | 3 964 | 5º  | México        | 6 432  |
| 6º                                             | México        | 3 706 | 6º  | Perú          | 5 874  |
| 7º                                             | Colombia      | 3 529 | 7º  | Costa Rica    | 5 574  |
| 8º                                             | Costa Rica    | 3 370 | 8º  | Jamaica       | 5 235  |
| 9º                                             | Bolivia       | 3 237 | 9º  | Panamá        | 4 752  |
| 10º                                            | Guatemala     | 3 226 | 10º | Colombia      | 4 581  |
| 11º                                            | Ecuador       | 3 202 | 11º | Nicaragua     | 4 419  |
| 12º                                            | Nicaragua     | 3 016 | 12º | Guatemala     | 4 385  |
| 13º                                            | Cuba          | 2 844 | 13º | Ecuador       | 4 264  |
| 14º                                            | Panamá        | 2 557 | 14º | Brasil        | 4 050  |
| 15º                                            | El Salvador   | 2 472 | 15º | El Salvador   | 3 524  |
| 16º                                            | Jamaica       | 2 397 | 16º | Bolivia       | 3 314  |
| 17º                                            | Brasil        | 2 377 | 17º | Cuba          | 3 229  |
| 18º                                            | Paraguay      | 2 273 | 18º | Paraguay      | 2 699  |
| 19º                                            | Honduras      | 2 083 | 19º | Honduras      | 2 463  |
| 20º                                            | R. Dominicana | 1 868 | 20º | R. Dominicana | 2 150  |
| 21º                                            | Haití         | 1 860 | 21º | Haití         | 1 510  |
| Fuente: Maddison Historical Statistics Project |               |       |     |               |        |

#### Ayuda de los EE. UU.
A diferencia de la Revolución mexicana, la Revolución Nacional paradójicamente contó con el apoyo de los Estados Unidos.  Una vez que Bolivia acordó indemnizar a Patiño, Hochschild y Aramayo por la nacionalización de las minas y el gobierno estadounidense se convenció de que el MNR no era comunista, sino nacionalista, la ayuda de EE. UU. se incrementó.  Primero llegó en forma de alimentos y fue clave para sobrellevar la escasez de alimentos producto de la desorganización de los primeros efectos de la reforma agraria. La ayuda de EE. UU. creció 1,5 millones de dólares en 1952 a 79 millones en 1964. De este monto total, la ayuda militar ascendía a 0,1 millones de dólares en 1952 y a 3.2 millones en 1964. Se estima que el monto total de la ayuda recibida entre 1953 y 1964 fue de $368 millones o aproximadamente $35 millones anuales. En dólares de 2007, esto equivale a más de $2000 millones o $187 millones anuales.
Sobre el gradual proceso y los efectos de la ayuda estadounidense a Bolivia, Sergio Almaraz anotaba:

En 1953 llegaron los primeros alimentos norteamericanos. En 1957 se impuso el plan de estabilización monetaria. Más tarde se reorganizó del ejército. Se aceptaron asesores norteamericanos en los organismos más importantes del Estado. Se votó el Código de Petróleo. Una cosa predisponía a la otra.

Según Klein esta ayuda fue "decisiva para la seguridad y el crecimiento económico de Bolivia." La ayuda previno la carestía de alimentos en los centros urbanos y por tanto proveyó serenidad al gobierno del MNR a los inicios de la revolución. También contribuyó al desarrollo de infraestructura vial, la expansión e integración del oriente boliviano y el fortalecimiento de los servicios de educación y salud. A la misma vez, fue un "freno" para la revolución en la medida que hacia a Bolivia dependiente de estos recursos al punto que, por ejemplo, en 1964 recursos provenientes de la Alianza para el Progreso representaban alrededor del 20% del Producto Bruto y 40% del gasto público.

## Controversia
Si bien la Revolución del 52 fue considerada una de las tres revoluciones sociales más importantes en América Latina, no estuvo exenta de críticas. Sus principales falencias giran en torno a la brutalidad del Control Político, órgano de gobierno del MNR comparado con la Gestapo nazi. Esta institución, impulsó una fuerte represión contra los opositores al régimen emenerrista.
El MNR instaló campos de concentración en localidades frías de los andes bolivianos, como Catavi, Uncía, Corocoro y Curahuara de Carangas. En dichos centros de hacinamiento y castigo se torturó a numerosos opositores políticos al MNR, tanto comunistas como falangistas. Sin embargo, la mayoría de sus víctimas fueron falangistas, algunos de los cuales sobrevivieron para contar lo sucedido y registrar los nombres de quienes pasaron por ahí.
Fue a mediados de los años sesenta, luego del golpe de Estado del Gral. René Barrientos, que empezó a desvelarse una serie de violaciones a los derechos humanos perpetrada por el régimen del MNR. Algunos de los libros que recogen estas denuncias son: Entre los hombres lobos de Bolivia (por Mario Peñaranda Rivera), Laureles de un tirano (por Hernán Barriga Antelo), Infierno en Bolivia (por Hernán Landívar Flores) y Campos de concentración en Bolivia (por Fernando Loayza Beltrán).
Entre las víctimas de los campos de concentración se encuentran los filósofos Numa Romero del Carpio y Roberto Prudencio Romecín, cuyos domicilios fueron además saqueados, y se quemó sus libros. También fueron aprisionados allí el historiador Alberto Crespo Rodas, el Mariscal Bernardino Bilbao Rioja (héroe de la guerra del Chaco), varios periodistas del diario La Razón y miembros del PIR y del PURS (Partido de Unión Republicana Socialista).
El Decreto Supremo N.º 01619 autorizó la habilitación de penitenciarías en Uncía, Catavi, Corocoro y Curahuara de Carangas. También se delegó como centros de retención o interrogación la Escuela de Carabineros y el Panóptico de Guanay. El Control Político vigilaba con discreción las actividades de los opositores, incluyendo la intervención telefónica, censura de correspondencia y vigilancia de movimientos en líneas de transporte. Así, se mantuvo controlada a buena parte de los sectores laborales, burocráticos, universitarios o estudiantiles. Las técnicas de intimidación a los presos políticos incluían patadas, golpes, palos, uso de corriente eléctrica, tortura con hamaca, amenazas psicológicas, privación de comida y bebida, pinchadura en las yemas de los dedos y fusilamientos simulados.

A decir del filósofo Hugo Celso Felipe Mansilla:
Cincuenta años después de los sucesos de abril de 1952, Bolivia sigue siendo uno de los países más pobres y menos desarrollados de toda América Latina. Los diferentes gobiernos del MNR, los esfuerzos de sus presuntos estadistas y sus mutaciones ideológicas y programáticas no han podido o no han sabido sacar a Bolivia del atraso y la pobreza. Pero al mismo tiempo este partido y sus muchos desprendimientos e imitadores han contribuido poderosamente a consolidar prácticas y valores convencionales, propios del mundo premoderno, que van desde el caudillismo hasta el autoritarismo, rejuveneciendo así los elementos menos rescatables del orden tradicional. El actual florecimiento de las formas más refinadas y persistentes de corrupción no puede comprenderse sin las prácticas introducidas por el MNR a partir de 1952. Y el análisis comparativo de lo alcanzado en naciones comparables de América Latina y del Tercer Mundo nos muestra la poca originalidad teórica y la mediocridad fáctica del experimento iniciado en Bolivia en abril de 1952.